# جولیان آردوندو
جولیان آردوندو (انگلیسی: Julián Arredondo؛ زادهٔ ۳۰ ژوئیهٔ ۱۹۸۸) دوچرخه‌سوار اهل کلمبیا است.
از باشگاه‌هایی که در آن بازی کرده‌است می‌توان به تیم لیدل–ترک و نیپو–وینی فانتینی اشاره کرد.